# Liste der Vorsteherinnen des Benediktinerinnenklosters St. Johann

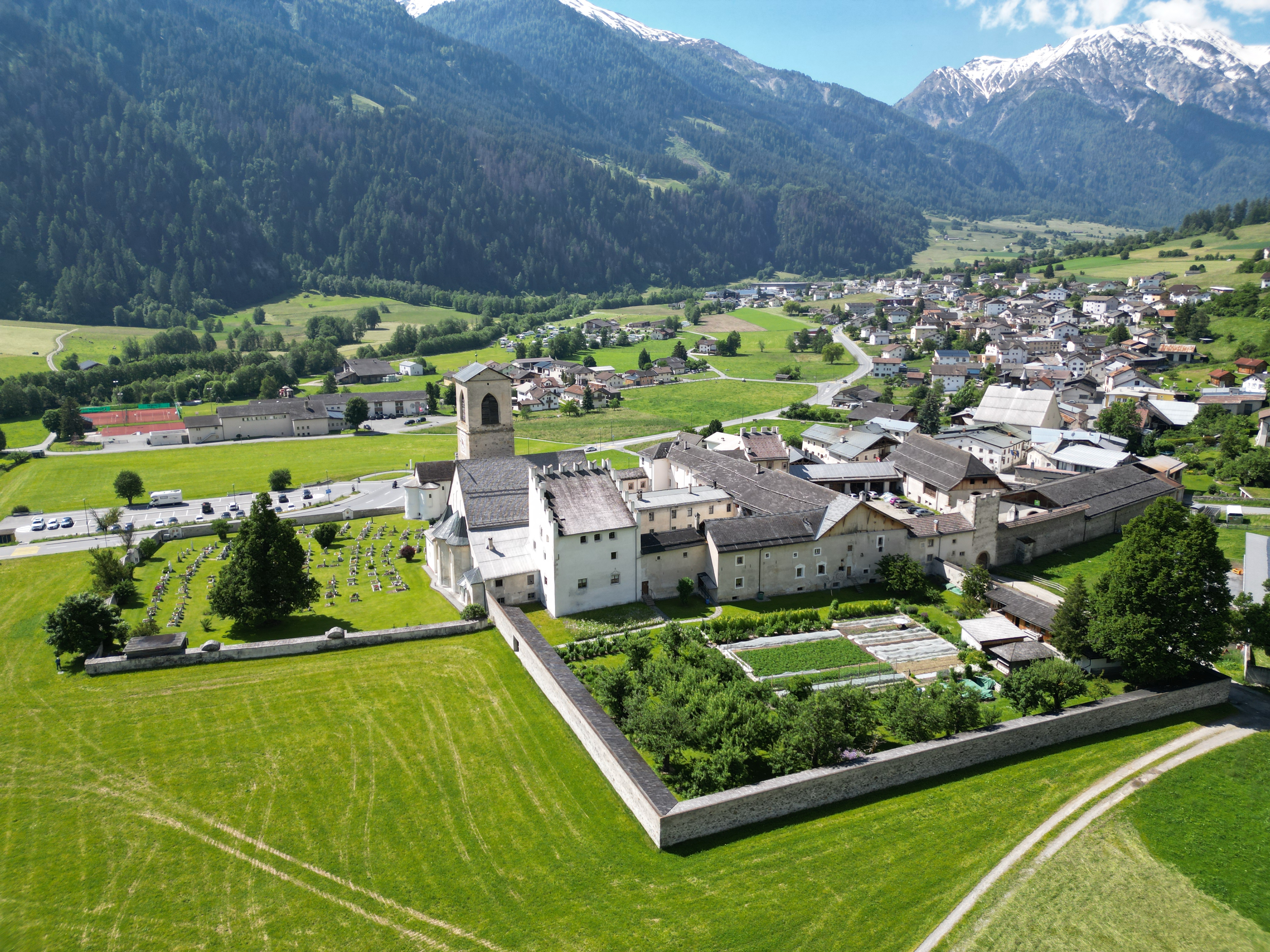
Kloster Müstair

Das Benediktinerinnenkloster St. Johann in Müstair im Schweizer Kanton Graubünden war ursprünglich ein Männerkloster. Vom Ende des 8. und vom 9. Jahrhundert sind mit Vigilius, Dominus Abbas und Rihpertus drei Äbte urkundlich erwähnt. Das Ende des Männerkonvents und die Anfänge des Frauenkonvents liegen im Dunkeln, die Herkunft der ersten Benediktinerinnen ist nicht geklärt. Denkbar ist eine Neubesiedlung im 12. Jahrhundert durch Initiative des Churer Bischofs Konrad von Biberegg (1123–1145) oder von der Abtei Marienberg aus.
Folgende Frauen waren Äbtissinnen oder Priorinnen des Klosters St. Johann:

## Äbtissinnen

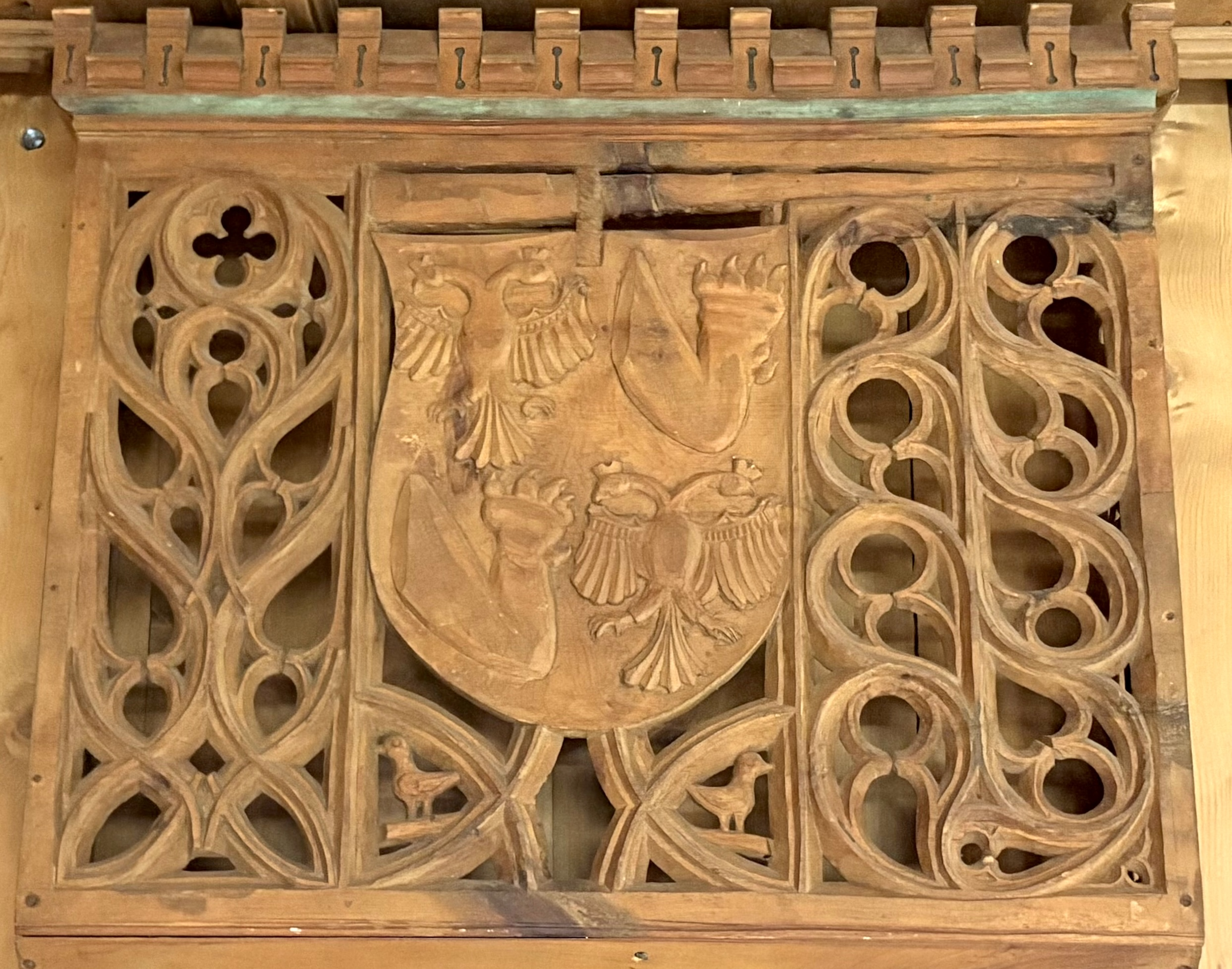
Wappen Angelina von Planta, 1478–1509

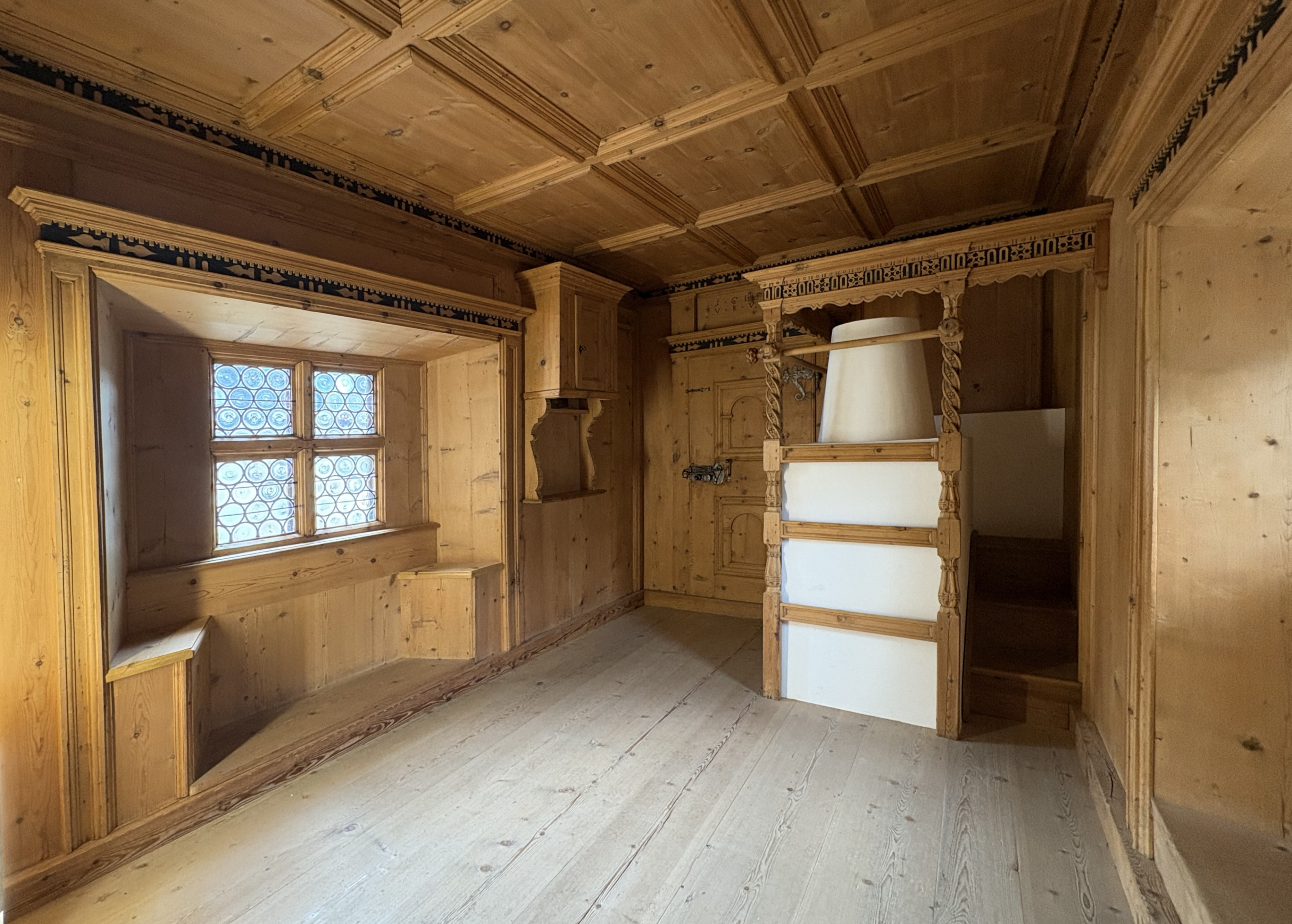
Das mit Arvenholz getäferte Hohenbalkenzimmer, eingebaut 1630 von
Ursula V. Carl von Hohenbalken

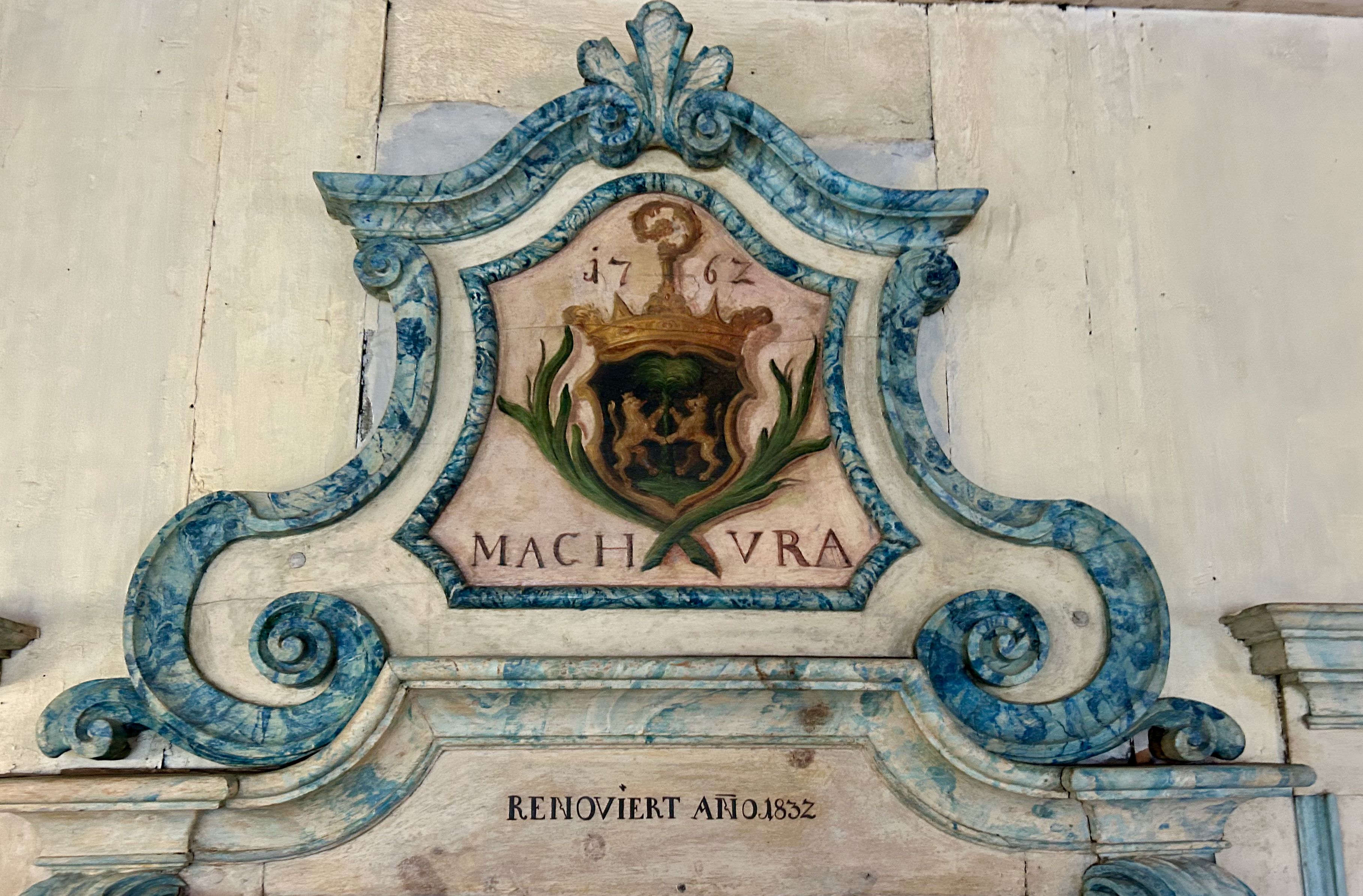
Wappen von Maria Angela Catharina Hermanin von Reichenfeld im Refektorium, 1762

| Nummer | Name                                      | von      | bis     | Herkunft                                                   |
| ------ | ----------------------------------------- | -------- | ------- | ---------------------------------------------------------- |
| 1      | Anonym                                    | vor 1170 |         |                                                            |
| 2      | Adelheid I., Adelheits, Adilhaidis        | 1211     | 1233    | Familie von Neuffen, Baden-Württemberg                     |
| 3      | Margareta/Maria                           | 1269     |         |                                                            |
| 4      | Johanna                                   | 1277     |         |                                                            |
| 5      | Alla de Cazez                             | 1289     |         | Cazis                                                      |
| 6      | Adelheid II., Alhaidis, Hadleidis         | 1292     | 1301    | Evtl. identisch mit Alla von Cazis?                        |
| 7      | Diemuotis, Dyemuodis                      | 1304     | 1321    |                                                            |
| 8      | Agnes                                     | 1331     |         |                                                            |
|        | Sedisvakanz                               | 1331     | 1360    | Keine Äbtissinnen nachweisbar                              |
| 9      | Lucia I.                                  | 1360     | 1397/98 |                                                            |
| 10     | Lucia II. de Pretz                        | 1398     | 1412    | Bludenz im Vorarlberg (?)                                  |
| 11     | Agnes II. Kytz                            | 1418     | 1436    |                                                            |
| 12     | Elisabeth de Pretz                        | 1439     | 1464    | Bludenz im Vorarlberg (?)                                  |
| 13     | Anna Planta (-Zuoz)                       | 1464     | 1477    | Familie Planta aus Zuoz                                    |
| 14     | Angelina Pianta (-Zuoz)                   | 1478     | 1510    | Familie Planta aus Zuoz                                    |
| 15     | Barbara von Castelmur                     | 1511     | 1533    | Familie von Castelmur zu Fürstenau GR                      |
| 16     | Catharina Rink von Baldenstein            | 1533     | 1548    | Familie Ringg von Baldenstein, Sils im Domleschg           |
| 17     | Ursula à Porta                            | 1548     | 1562    | Ftan                                                       |
| 18     | Anna Maria Ursulina Karl von Hohenbalken  | 1562     | 1567    | Familie Carl von Hohenbalken, Müstair                      |
| 19     | Ursula II. Planta (-Steinsberg)           | 1567     | 1585    | Planta von Steinsberg, Ardez                               |
| 20     | Ursula III. von Schlandersberg            | 1585     | 1597    | Schlandersberg, Vinschgau                                  |
| 21     | Sybilla Rink von Tagstein                 | 1598     | 1599    | Burg Tagstein, Masein                                      |
| 22     | Ursula IV. Karl von Hohenbalken           | 1599     | 1608    | Familie Carl von Hohenbalken, Müstair                      |
| 23     | Maria Planta (-Zuoz)                      | 1609     | 1625    | Familie Planta aus Zuoz                                    |
| 24     | Catharina Mohr                            | 1625     | 1639    | Müstair. Mutter Familie Carl von Hohenbalken               |
| 25     | Ursula V. Karl von Hohenbalken            | 1639/41  | 1666    | Familie Karl von Hohenbalken, Müstair                      |
| 26     | Dorothea de Albertis                      | 1666     | 1686    | Bormio                                                     |
| 27     | Lucia Francisca Quadri                    | 1686     | 1710    | Bormio                                                     |
| 28     | Regina Catharina von Planta-Wildenberg    | 1711     | 1733    | Rhäzüns, Familie der Freiherren von Rhäzüns und Ortenstein |
| 29     | Augustina Romana Troyer von Aufkirchen    | 1733     | 1747    | Oberrasen, Südtirol                                        |
| 30     | Angela Catharina Hermanin von Reichenfeld | 1747     | 1778    | Meran                                                      |
| 31     | Bernarda Francisca von Dessini            | 1779     | 1806    | Meran                                                      |
| 32     | Augustina Wolf                            | 1806     | 1810    | Algund bei Meran                                           |

Nach durch finanzielle Einbussen verursachten Schwierigkeiten wurde die Abtei 1810 vom Churer Bischof in ein Priorat umgewandelt, zuerst provisorisch und 1819 endgültig. Die Leitung der Verwaltung lag bei einem Priester des Bistums Chur, ab 1902 bei einem Konventualen aus dem Kloster Disentis. Diese Administratoren waren in der Regel zugleich auch Seelsorger des Klosters in Müstair.

## Priorinnen

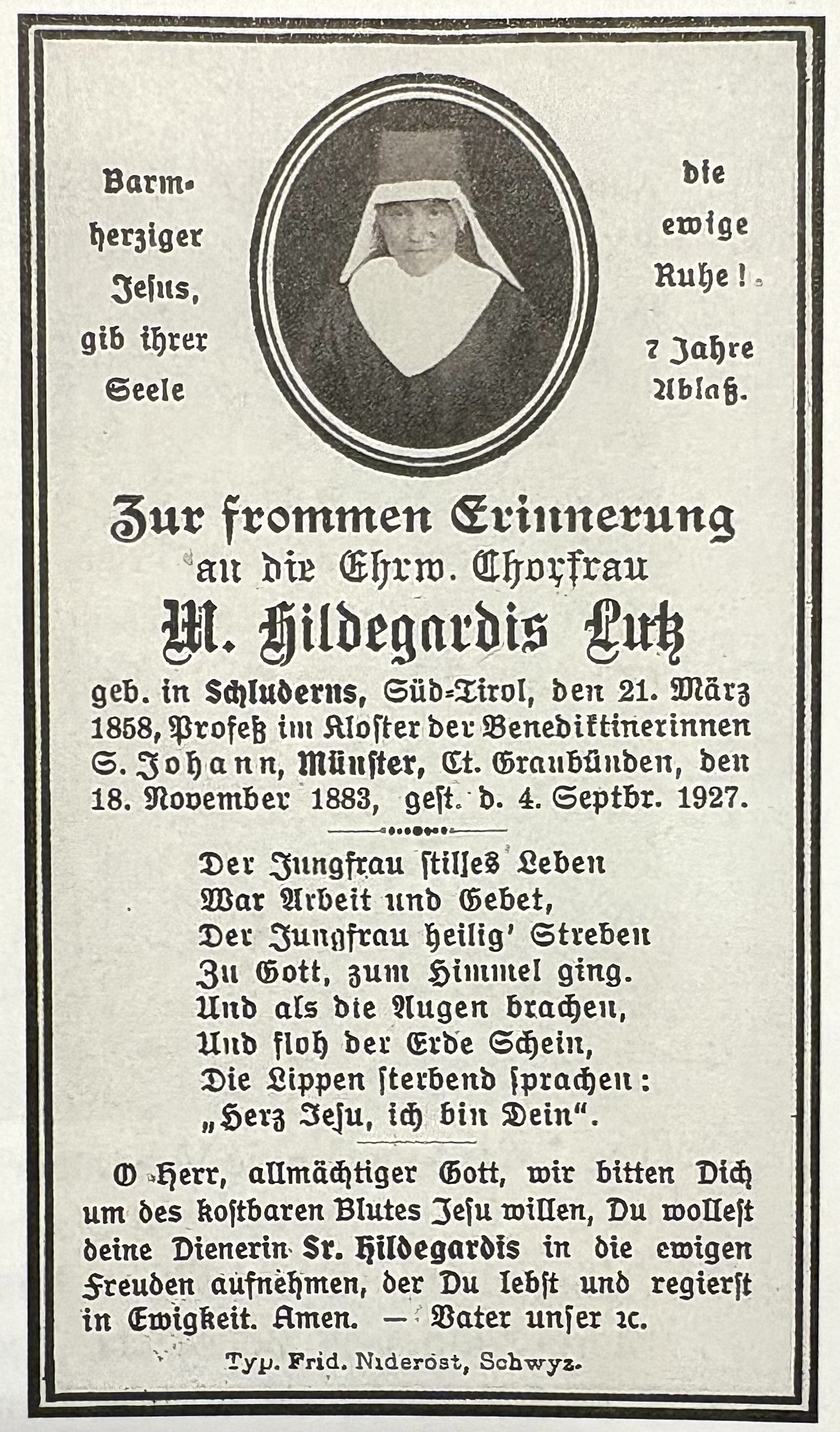
Sterbebild Hildegardis Lutz, zweifache Priorin.
Das Geburtsdatum ist nicht korrekt, H. Lutz wurde am 9. März 1857 geboren.

| Nummer | Name                                        | von  | bis  | Herkunft                              |
| ------ | ------------------------------------------- | ---- | ---- | ------------------------------------- |
| 1      | Seraphina Elisabeth Albrecht                | 1810 | 1829 | Brixen                                |
| 2      | Theresia Francisca Albrecht                 | 1829 | 1832 | Brixen                                |
| 3      | Augustina Sepp                              | 1832 | 1835 | Müstair                               |
| 4      | Johanna Carolina Tappeiner                  | 1835 | 1838 | Laas (Südtirol)                       |
| 5      | Carolina Aloisia Türk                       | 1838 | 1841 | Lichtenberg (Prad am Stilfserjoch)    |
| 6      | Bernarda Aloisia Muschaun                   | 1841 | 1844 | Müstair                               |
|        | Augustina Sepp (wie 1832)                   | 1844 | 1868 | Müstair                               |
| 7      | Johanna Caecilia Sprenger                   | 1868 | 1871 | St. Valentin auf der Haide, Vinschgau |
|        | Augustina Sepp (wie 1832)                   | 1871 | 1877 | Müstair                               |
| 8      | Ignacia Lucia Schmid                        | 1877 | 1880 | Segnas (Disentis/Mustér)              |
| 9      | Seraphina Veronica Patscheider              | 1880 | 1883 | Müstair                               |
|        | Johanna Caecilia Sprenger (wie 1868)        | 1883 | 1888 | St. Valentin auf der Haide, Vinschgau |
| 10     | Francisca Magdalena Florentini (Florentöni) | 1888 | 1894 | Müstair                               |
| 11     | Placida Laim                                | 1894 | 1900 | Alvaneu                               |
| 12     | Hildegardis Lutz                            | 1900 | 1903 | Schluderns                            |
| 13     | Scholastica Giamara                         | 1903 | 1906 | Tarasp                                |
|        | Hildegardis Lutz (wie 1900)                 | 1906 | 1916 | Schluderns                            |
| 14     | Johanna de Vincenz                          | 1916 | 1928 | Disentis/Mustér                       |
| 15     | Franzisca Eberhard                          | 1928 | 1933 | Taufers im Münstertal                 |
| 16     | Benedicta Moser                             | 1933 | 1938 | Algund                                |
|        | Johanna de Vincenz (wie 1916)               | 1900 | 1954 | Disentis/Mustér                       |
| 17     | Adelheid Condrau                            | 1954 | 1959 | Disentis/Mustér                       |
| 18     | Michaela Scheuber                           | 1959 | 1986 | Wolfenschiessen, Kanton Nidwalden     |
| 19     | Pia Willi                                   | 1968 | 2013 | Zürich                                |
| 20     | Dominica Dethomas                           | 2013 | 2019 | Müstair                               |
| 21     | Aloisia Steiner                             | 2019 |      | Taufers im Münstertal                 |